# Travis:Singles
Singles – piąta płyta szkockiego zespołu rockowego Travis. Wydana 1 listopada 2004 (zob. 2004 w muzyce). Album zawiera wszystkie single, które ukazały się w latach 1996–2004, oraz 3 nowe utwory - "Walking in the Sun", "Coming Around" i "The Distance".

## Lista utworów
1. "Sing" (z The Invisible Band)
2. "Driftwood" (z The Man Who)
3. "Writing to Reach You" (z The Man Who)
4. "Why Does It Always Rain on Me?" (z The Man Who)
5. "Re-Offender" (z 12 Memories)
6. "Walking in the Sun"
7. "Tied to the 90's" (z Good Feeling)
8. "Coming Around"
9. "Flowers in the Window" (z The Invisible Band)
10. "Love Will Come Through" (z 12 Memories)
11. "More Than Us" (z Good Feeling)
12. "Side" (z The Invisible Band)
13. "U16 Girls" (z Good Feeling)
14. "Happy" (z Good Feeling)
15. "All I Want to Do Is Rock" (z Good Feeling)
16. "The Beautiful Occupation" (z 12 Memories)
17. "Turn" (z The Man Who)
18. "The Distance"